# Lundin Mining
Lundin Mining er et canadisk mineselskab med hovedkvarter i Toronto. De har minedrift indenfor kobber, zink, guld og nikkel. Deres miner er placeret i flere lande her i blandt Argentina, Brasilien, Chile, Portugal, Sverige og USA. I Sverige ejer de Zinkgruvan. Virksomheden blev etableret i 1994 af Adolf Lundin.